# Bernard R. Berelson
Bernard Reuben Berelson (* 2. Juni 1912 in Spokane, Washington; † 25. September 1979 in North Tarrytown, New York) war ein US-amerikanischer Meinungsforscher, Bibliotheks-, Kommunikations- und Sozialwissenschaftler. Er lehrte u. a. an der University of Chicago und der Columbia University in New York City. Von 1968 bis 1974 war er Präsident des Population Council.

## Leben
Berelson besuchte die Lewis and Clark High School in Spokane und trug Verantwortung für die Schulzeitung. Er studierte Englisch am Whitman College (A.B. 1934) in Walla Walla, Washington und wurde Mitglied der Phi Beta Kappa. Später studierte er an der University of Washington (B.S. 1936 in Bibliothekswissenschaft, M.A. 1937 in Englisch) in Seattle. Von 1936 bis 1938 arbeitete er in der Universitätsbibliothek. Er erwarb bei Douglas Waples an der University of Chicago in Illinois einen Ph.D. (1941) in Bibliothekswissenschaft. Dort wurde er wesentlich durch die Chicagoer Schule der Soziologie beeinflusst. 1941 war er Rockefeller Fellow.
Nach dem Kriegseintritt der USA in den Zweiten Weltkrieg war er von 1941 bis 1944 Spezial Analyst beim Foreign Broadcast Intelligence Service (FBIS), wo er u. a. mit Harold Lasswell arbeitete. Von 1944 bis 1946 war er Forschungsdirektor des Bureau of Applied Social Research an der Columbia University in New York City. Ab 1946 lehrte er an der University of Chicago, wo er 1947/49 Professor für Bibliotheks- und Sozialwissenschaften wurde. Von 1947 bis 1951 war er Dean der Graduate Library School. Zwischenzeitlich leitete er von 1951 bis 1957 das Center for Advanced Studies in the Behavioral Sciences der Ford Foundation an der Universität Stanford. Zuletzt war er Professor of Behavioral Sciences und Direktor des Graduiertenprogramms der University of Chicago.
1960/61 war er erneut an der Columbia University tätig, diesmal als Professor für Soziologie, bis er 1962 zum Population Council kam. Dort war er Direktor der Kommunikationsforschung und von 1963 bis 1968 Vizepräsident bzw. von 1968 bis 1974 Präsident und danach Senior Fellow. 1976/77 war er Gastwissenschaftler und -dozent für Public und International Affairs an der Princeton University in New Jersey. 1951/52 war er Präsident der American Association for Public Opinion Research. Er begründete 1963 die Zeitschrift Studies in Family Planning. In den 1970er Jahren wurde er Mitglied der United States President’s Commission on Population Growth and the American Future unter John D. Rockefeller III. Er ist Autor zahlreicher Bücher und Fachartikel.
Berelson war dreimal verheiratet und Vater von vier Kindern.

## Auszeichnungen
- 1962: Fellow, American Academy of Arts and Sciences
- 1972: Ehrendoktorwürde (law), University of North Carolina at Chapel Hill
- 1973: Ehrendoktorwürde (law), Whitman College
- 1974: AAPOR Award, American Association for Public Opinion Research
- 1977: Ehrendoktorwürde (social science), University of Rochester
- 1977: Margaret Sanger Award, Planned Parenthood
- 1979: Professional Achievement Award, University of Chicago

## Schriften (Auswahl)
- mit Paul Felix Lazarsfeld, Hazel Gaudet: The People’s Choice (1944)
- mit Morris Janowitz (Hrsg.): Reader in Public Opinion and Communication (1950)
- Content Analysis in Communication Research (1952)
- Voting (1954)
- Graduate Education in the United States (1960)
- mit Gary Steiner: Human Behavior (1964)
- Family Planing Programs (1969)
- Population Policy in Developed Countries (1974)